# 名古屋家庭裁判所
名古屋家庭裁判所（なごやかていさいばんしょ）は、愛知県名古屋市にある日本の家庭裁判所の一つで、愛知県を管轄している。略称は、名古屋家裁（なごやかさい）。一宮市、半田市、岡崎市、豊橋市に支部を置いている。
本庁は愛知県名古屋市中区に置かれている。また、4つの支部は名古屋地方裁判所の支部に併設されている。

## 所在地
- 本庁：愛知県名古屋市中区三の丸1丁目4-1　北緯35度10分44.1秒 東経136度53分54秒 / 北緯35.178917度 東経136.89833度
名古屋市営地下鉄名城線名古屋城駅から徒歩で約10分。

- 一宮支部：愛知県一宮市公園通4-17　北緯35度17分45.7秒 東経136度48分14.3秒 / 北緯35.296028度 東経136.803972度
JR東海道線尾張一宮駅、名鉄名古屋本線・尾西線名鉄一宮駅東口から徒歩で約15分。

- 半田支部：愛知県半田市宮路町200-2　北緯34度54分11.5秒 東経136度55分29秒 / 北緯34.903194度 東経136.92472度
名鉄河和線住吉町駅から徒歩で約3分。

- 岡崎支部：愛知県岡崎市明大寺町奈良井3　北緯34度56分28.1秒 東経137度9分52.4秒 / 北緯34.941139度 東経137.164556度
名鉄名古屋本線東岡崎駅南口から徒歩で約25分、又は名鉄バス「岡崎警察署前」停留所から徒歩で約5分。

- 豊橋支部：愛知県豊橋市大国町110　北緯34度45分34.9秒 東経137度23分26.9秒 / 北緯34.759694度 東経137.390806度
東海道新幹線、JR東海道線、飯田線、名鉄名古屋本線豊橋駅から徒歩で約15分。

## 管轄
本庁
名古屋市、豊明市、日進市、清須市、北名古屋市、あま市、西春日井郡豊山町、愛知郡東郷町、長久手市、春日井市、小牧市、瀬戸市、尾張旭市、津島市、愛西市、弥富市、海部郡大治町、蟹江町、飛島村
半田支部
半田市、常滑市、東海市、大府市、知多市、知多郡阿久比町、東浦町、南知多町、美浜町、武豊町
一宮支部
一宮市、稲沢市、犬山市、江南市、岩倉市、丹羽郡大口町、扶桑町
岡崎支部
岡崎市、額田郡幸田町、安城市、碧南市、刈谷市、西尾市、知立市、高浜市、豊田市、みよし市
豊橋支部
豊橋市、豊川市、蒲郡市、田原市、新城市、北設楽郡設楽町、東栄町、豊根村
※ ただし、行政事件、半田支部管内の合議事件・少年事件は本庁でそれぞれ取り扱う。

## 歴代所長
- 福田晧一（2003年1月 - 2005年12月 定年退官）
- 熊田士朗（2005年12月 - 2007年3月 名古屋地方裁判所所長）
- 野田武明（2007年3月 - 2008年7月 名古屋地方裁判所所長）
- 安江勤（2008年7月 - 2010年12月30日 依願退官）
- 加藤幸雄（2011年1月1日 - 2012年9月1日 名古屋高等裁判所部総括判事）
- 柴田寛之（2012年9月2日 - 2014年7月23日 東京高等裁判所部総括判事）
- 藤山雅行（2014年7月24日 - 2015年6月8日 名古屋高等裁判所部総括判事）
- 後藤博（2015年6月9日 - 2016年6月25日 東京高等裁判所部総括判事）
- 萩原秀紀（2016年6月26日 - 2018年1月8日 東京高等裁判所部総括判事）
- 鹿野伸二（2018年 - 2019年 名古屋高等裁判所部総括判事）
- 戸田久（2019年 - ）